# Campeonato Capixaba de Futebol Feminino de 2016
O Campeonato Capixaba Feminino de 2016 foi a sétima edição do campeonato de futebol feminino do Estado do Espírito Santo. A competição foi organizada pela Federação de Futebol do Estado do Espírito Santo (FES). Com início em 15 de maio e término em 3 de julho.
O Vila Nova-ES torna-se bicampeão capixaba e conquista o terceiro título da história do clube, igualando o número de títulos do rival Comercial, até então o maior campeão da competição.

## Regulamento
Na Primeira Fase as equipes jogam entre si em dois turno e returno, classificando-se as duas melhores equipes para a Final em jogo único. O time campeão conquistaria vaga na Copa do Brasil de Futebol Feminino em 2017, porém a competição foi extinta pela Confederação Brasileira de Futebol (CBF).

### Mudança no regulamento
A final que seria jogada em jogo único foi decidida em dois jogos, devido ao um impasse sobre o local da partida, prevista anteriormente para acontecer no Estádio Kleber Andrade em Cariacica.

### Critérios de desempate
Os critérios de desempate serão aplicados na seguinte ordem para cada fase:
Primeira Fase
1. Maior número de vitórias
2. Maior saldo de gols
3. Maior número de gols pró (marcados)
4. Confronto direto
5. Menor número de cartões vermelhos
6. Menor número de cartões amarelos
7. Sorteio

Finais
1. Maior saldo de gols nos dois jogos
2. Cobrança de pênaltis

## Participantes
| Clube                 | Cidade     | Temporada 2015 | Títulos (último) |
| --------------------- | ---------- | -------------- | ---------------- |
| Comercial             | Castelo    | 3º colocado    | 3 (2014)         |
| Piúma                 | Piúma      | Não disputou   | 0 (não possui)   |
| PSNE / São Pedro[SPE] | Vitória    | Não disputou   | 0 (não possui)   |
| Vila Nova-ES          | Vila Velha | Campeão        | 2 (2015)         |

Nota:
- SPE: ^  Os times do Projeto Social Núcleo Esportivo (PSNE) e do São Pedro disputaram a competição em parceria.

## Primeira Fase
| Pos | Times            | Pts | J | V | E | D | GP | GC | SG  | %    | M       | Classificação         |
| --- | ---------------- | --- | - | - | - | - | -- | -- | --- | ---- | ------- | --------------------- |
| 1   | Vila Nova-ES     | 13  | 5 | 4 | 1 | 0 | 21 | 5  | 16  | 86,7 | Estável | Classificado à Finais |
| 2   | Comercial        | 13  | 6 | 4 | 1 | 1 | 18 | 6  | 12  | 72,2 | Estável | Classificado à Finais |
| 3   | PSNE / São Pedro | 3   | 5 | 1 | 0 | 4 | 6  | 16 | -10 | 20,0 | Estável |                       |
| 4   | Piúma[PIU]       | 3   | 6 | 1 | 0 | 5 | 7  | 25 | -18 | 16,7 | Estável |                       |

Obs.:

- PIU^  O Piúma desistiu da competição na quinta rodada. Assim foi decretada como vencedora a equipe adversária nos jogos que seriam contra o Piúma, pelo placar de 3 a 0 (W.O.) e os gols computados na tabela.[6]
- A FES cancelou o jogo entre PSNE / São Pedro e Vila Nova válida pela sexta e última rodada.[7]